# Lenterode
Lenterode é um município da Alemanha localizado no distrito de Eichsfeld, estado da Turíngia.  Pertence ao Verwaltungsgemeinschaft de Uder.

## Demografia
Evolução da população (em 31 de dezembro):
| - 1994 - 291 - 1995 - 281 - 1996 - 283 - 1997 - 289 | - 1998 - 290 - 1999 - 296 - 2000 - 306 - 2001 - 304 | - 2002 - 297 - 2003 - 304 - 2004 - 310 |

Fonte: Datenquelle - Thüringer Landesamt für Statistik